# Yehochoua Zuckerman
Pour les articles homonymes, voir Zuckerman.
Avraham Yehochoua Zuckerman, né le 9 juillet 1938 et mort le 11 août 2021, est un rabbin israélien enseignant d'abord à la Yechiva Merkaz Harav, puis à la Yechiva Har Hamor. Il est spécialiste dans les écrits du Rabbin Kook.

## Biographie
Né en Belgique, il a été actif dans le mouvement Bnei Akiva, et a étudié avec le Rabbin Yehuda Léon Ashkenazi ("Manitou"). Dans le milieu des années 60 il immigre en Israël et a étudié à la Yechiva Merkaz Harav. Il est l'un des plus éminents disciples du Rabbin Zvi Yehuda Hacohen Kook
Il est à l'origine de la fondation de plusieurs institutions éducatives en Israël, notamment le mouvement El Ami, la Yechiva Ayelet Hacha'har à Eilat, la Midrechet Harova (séminaire pour jeunes filles dans la vieille ville de Jérusalem), et la Yechiva Har Hamor. 